# Мотовилово (Островский район)
Мотовилово — деревня в Островском районе Псковской области. Входит в состав Островской волости.
Расположена у берега реки Пенная, в 15 км к востоку от центра города Остров.
| 2001 | 2002 | 2010 | 2013 |
| ---- | ---- | ---- | ---- |
| 2    | →2   | ↘0   | ↗1   |

## История
Деревня до апреля 2015 года входила в состав ныне упразднённой Городищенской волости района.